# الاشظوب (جحانة)

تعديل مصدري - تعديل

الاشظوب هي إحدى قرى عزلة قروى بمديرية جحانة التابعة لمحافظة صنعاء، بلغ تعداد سكانها 155 نسمة حسب تعداد اليمن لعام 2004.